# Wendling (Ausztria)
Wendling település Ausztriában, Felső-Ausztria tartományban, a Grieskircheni járásban, területe 12,9 km².

## Fekvése
Tengerszint feletti magassága 400 méter. Wendling Dorf an der Pram, Kallham, Taufkirchen an der Trattnach, Hofkirchen an der Trattnach, Rottenbach és Pram településekkel határos.

## Népesség
Lakosainak száma 838 fő (2018. január 1.).